# Renée Fleming

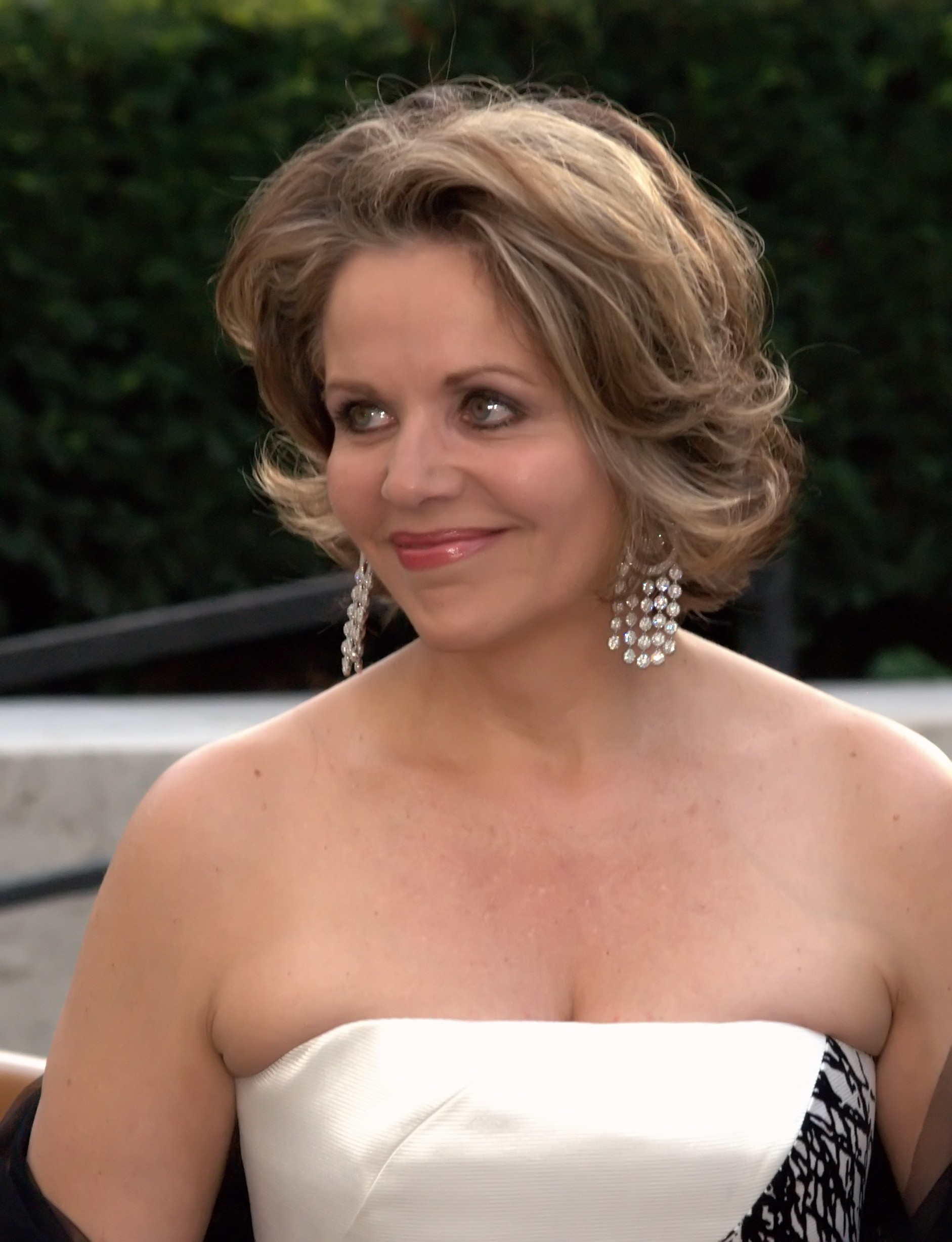
Renée Fleming, 2009

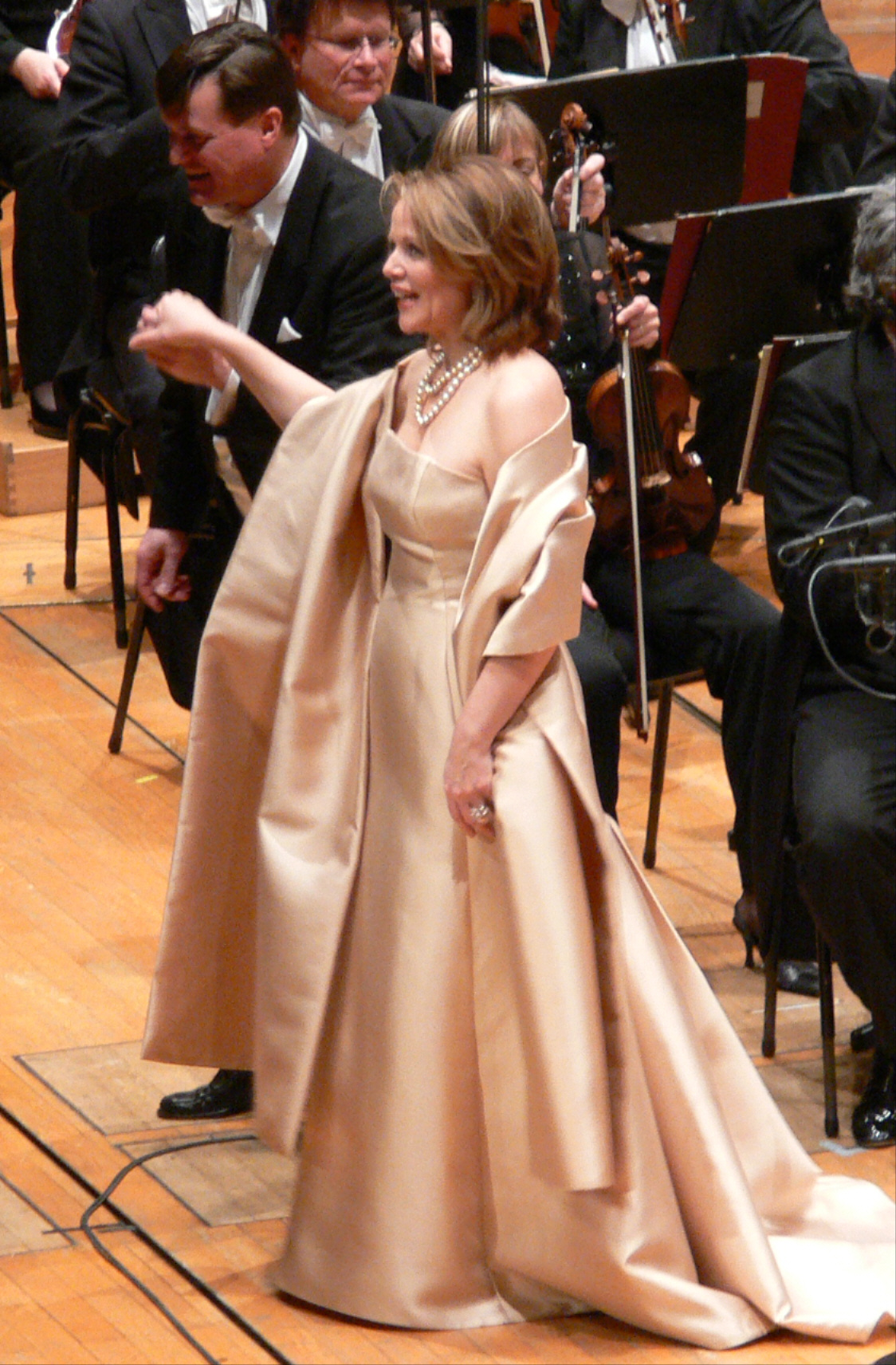
Renée Fleming bei einem Konzert in der Münchner Philharmonie im Gasteig, 2008

Renée Fleming (* 14. Februar 1959 in Indiana, Pennsylvania) ist eine US-amerikanische Sopranistin und zählt zu den weltweit führenden Opernsängerinnen.

## Leben
Renée Fleming, deren Eltern als Gesangslehrer arbeiteten, verbrachte ihre Kindheit in Rochester, New York. Ihre erste Gesangsausbildung erhielt sie an der Crane School of Music der State University of New York (SUNY) in Potsdam (New York), u. a. bei der Gesangslehrerin Patricia Misslin. Während ihres Studiums an der SUNY sang sie mit einem Jazztrio in einer Bar namens Alger’s. Von 1983 bis 1987 studierte sie weiter an der Eastman School of Music und an der renommierten Juilliard School in New York City.
Ihr Debüt gab sie 1986 als Konstanze in Wolfgang Amadeus Mozarts Die Entführung aus dem Serail am Salzburger Landestheater. Der Durchbruch gelang Renée Fleming 1988 als Gräfin in Mozarts Le nozze di Figaro an der Houston Grand Opera. In der ersten Phase ihrer Karriere gewann sie wichtige Preise: die Metropolitan Opera National Auditions, den Richard Tucker Award, den George London Prize, der Grand Prix beim Internationalen Gesangswettbewerb in Belgien sowie ein Fulbright-Stipendium.
In der Spielzeit 1993/94 gab sie ihre Rollendebüts als Desdemona in Verdis Otello sowie als Ellen Orford in Brittens Peter Grimes an der Metropolitan Opera. Im Sommer 1994 debütierte sie als Gräfin in Mozarts Le nozze di Figaro beim Glyndebourne Festival.
Fleming ist unter anderen an der Wiener Staatsoper, an der Bayerischen Staatsoper in München, am Royal Opera House Covent Garden in London, an der Mailänder Scala, an der Opéra Bastille in Paris und an der New Yorker Metropolitan Opera aufgetreten. Allein bis zum Jahre 2008 hatte sie 51 verschiedene Partien gesungen.
Das Künstlerverzeichnis Musical America führte die Sopranistin 1997 als Vocalist of the Year, 1996 erhielt sie den Solti-Preis der französischen Académie du Disque Lyrique. Fleming erhielt je einen Grammy Award in der Kategorie Best Classical Vocal Performance für das Album The Beautiful Voice - Works of Charpentier, Gounod, Massenet & Flotow (1998) und für das Album Bel canto - Bellini, Donizetti & Rossini (2002). 2008 wurde Fleming mit dem Polar Music Prize ausgezeichnet.
In der Verfilmung von Der Herr der Ringe übernahm Renée Fleming einige von Howard Shore komponierte Soloparts, so u. a. das Stück Twilight and Shadow.
2010 erhielt sie den Grammy Award für die beste klassische Gesangsdarbietung, 2012 den Echo Klassik in der Sparte Sängerin des Jahres mit ihrem Album Ravel, Messiaen, Dutilleux: Poèmes erschienen bei Decca/Universal. 2013 wurde sie zum Mitglied der American Academy of Arts and Sciences gewählt.
2018 sang sie das irische Traditional Danny Boy in der Washington National Cathedral auf der Trauerfeier für John McCain.
Bis 1998 war Fleming mit dem Schauspieler Rick Ross verheiratet, mit dem sie zwei Töchter hat. Seit 2011 lebt sie in zweiter Ehe mit dem Anwalt Tim Jessel.
Nach eigener Aussage singt sie besonders gern auf Deutsch.

## Diskografie
Recitals
- 1995: Lulu Suite / Wozzeck (Berg)
- 1996: Mozart-Arien (Mozart)
- 1997: Great Opera Scenes (Dvořák/Mozart/R. Strauss/Verdi/Tschaikowsky/Britten)
- 1997: Schubert Lieder (Schubert)
- 1998: The beautiful voice (Dvořák/Puccini/Rachmaninow/J. Strauß, Charpentier, Flotow u. a.)
- 1998: I Want Magic! (Previn/Bernstein/Gershwin/Strawinski u. a.)
- 1999: Strauss Heroines (R. Strauss)
- 1999: Prelude to a kiss (Bernstein/Ellington/Gardel/Gounod/Lehár u. a.)
- 2000: Renée Fleming (Bizet/Massenet/Puccini/Verdi u. a.)
- 2001: Night Songs (Debussy/Fauré/Marx/Rachmaninow)
- 2002: Bel Canto (Bellini/Donizetti/Rossini)
- 2003: Under the stars (Sondheim/Holmes/Kander/Webber/Rogers/Wilson/Simon u. a.)
- 2003: By request (Catalani/Puccini/Bellini/Verdi/J. Strauß u. a.)
- 2004: Handel (Händel)
- 2005: Haunted Heart (Mitchell/Wonder/Mahler/Berg u. a.)
- 2005: Sacred Songs (Bach/Gounod/Händel/Bernstein/Franck/Schubert/Poulenc/Reger u. a.)
- 2006: Love sublime  (with Brad Mehldau)
- 2006: Homage. The Age of the Diva (Cilea/Smetana/Tschaikowski/Puccini/Korngold/Gounod/Richard Strauss/Rimski-Korsakow/Verdi/Massenet/Janáček)
- 2009: Verismo (Catalani/Cilea/Giordano/Leoncavallo/Mascagni/Puccini)
- 2009: Vier letzte Lieder (R. Strauss, Arien und Lieder)
- 2012: Poèmes (Ravel/Messiaen/Dutilleux)
- 2017: Distant Light (Barber/Hillborg/Björk)

Opern
- 1994: Armida (Rossini)
- 1995: Hérodiade (Massenet)
- 1996: Così fan tutte (Mozart)
- 1996: Rosmonda d’Inghilterra (Donizetti)
- 1997: Don Giovanni (Mozart)
- 1998: Rusalka (Dvořák)
- 1999: A Streetcar Named Desire (Previn)
- 2000: Thaïs (Massenet)
- 2000: Alcina (Händel)
- 2003: Manon (Massenet)
- 2005: Daphne (R. Strauss)
- 2009: Siberia (Umberto Giordano)
- 2012: Otello (Verdi), Metropolitan Opera

Oratorien
- 1997: Elias (Mendelssohn)
- 2001: Requiem (Verdi)

Sonstiges
- 2004: Vier letzte Lieder (R. Strauss)
- 2005: Sinfonie Nr. 4 / 7 frühe Lieder (Mahler/Berg)
- 2010: Dark Hope (Arcade Fire, Band of Horses, Death Cab for Cutie, Duffy, Jefferson Airplane, Leonard Cohen, The Mars Volta, Muse)
- 2014:   Superbowl USA Nationalhymne
- 2014:  Christmas In New York

DVDs
- 1999: A Streetcar Named Desire (Previn)
- 2002: Renée Fleming
- 2003: Le nozze di Figaro (Mozart)
- 2003: Renée & Bryn: Under the stars
- 2003: Manon (Massenet)
- 2004: Rusalka (Dvořák)
- 2004: Otello (Verdi)
- 2005: Capriccio (R. Strauss)
- 2005: Don Giovanni (Mozart)
- 2006: Sacred Songs
- 2007: La traviata (Verdi)
- 2008: Eugen Onegin (Tschaikowski)
- 2008: Arabella (R. Strauss)
- 2009: Der Rosenkavalier (R. Strauss)
- 2010: Thaïs (Massenet)
- 2011: Armida (Rossini)
- 2012: Ariadne auf Naxos (R. Strauss)
- 2012: Rodelinda (Händel)
- 2012: Lucrezia Borgia (Donizetti)
- 2014:   Silvesterkonzert in Dresden 31. Dezember 2013 – Tonight – Welthits von Berlin bis Broadway